# Andréia Suntaque
Andréia Suntaque, mais conhecida como Andréia (Nova Cantu, 14 de setembro de 1977), é uma ex-futebolista brasileira que atuava como goleira.
Participou de quatro Jogos Olímpicos (Sydney 2000, Atenas 2004, Pequim 2008 e Londres 2012).
Atualmente, é sócia-proprietária de uma Academia de Goleiros em Ribeirão Preto.

## Carreira

### Clubes
Começou sua carreira de atleta no voleibol aos 12 anos, passando para o futebol aos 20 anos para jogar na linha após sofrer uma contusão no ombro e abandonar o vôlei.
Sua primeira equipe foi o Cianorte em 1996, passando por Maringá e Curitiba. Posteriormente, jogou no Palmeiras e no São Paulo.
Atuou no Santos, após uma temporada na Espanha, no Prainsa Zaragoza.
Após defender a Portuguesa em 2014, acertou com o São José apenas para a disputa da Copa Libertadores e o Mundial de Clubes, sendo campeã de ambas.

## Seleção

### Jogos Olímpicos
Participou das Olimpíadas de 2000 em Sydney, mas a Seleção Brasileira perdeu a disputa da medalha de bronze para a Alemanha e ficou com a quarta colocação.
Voltou nas Olimpíadas de 2004 em Atenas onde teve boas atuações e só levou gols da seleção dos Estados Unidos, dois na primeira fase e dois na final, na qual o Brasil acabou com a medalha de prata.
Em sua terceira aparição olímpica, em Pequim 2008, Andréia começou titular mas a partir do terceiro jogo foi trocada por Bárbara, que se manteria como goleira em mais uma campanha resultante em medalha de prata.

### Jogos Pan-americanos
Foi também a três Jogos Pan-americanos, chegando às finais em todas as edições. Foi medalha de ouro no Pan de Santo Domingo, em 2003, e no Pan do Rio de Janeiro, em 2007, sendo que neste último sem sofrer nenhum gol durante toda a competição.